# Lugarno, New South Wales
Lugarno este o suburbie în Sydney, Australia.